# Järlåsa
Järlåsa är en tätort i Järlåsa socken, Uppsala kommun. Belägen längs Dalabanan och Riksväg 72 cirka 2,5 mil väster om Uppsala.
Järlåsa kyrkby, som småort namnsatt till Järlåsa, med Järlåsa kyrka ligger cirka 3 km norr om Järlåsa.

## Ortnamnet
Namnet Järlåsa kommer troligen från mansnamnet Jarle och den ås som går genom Järlåsa kyrkby.

## Samhället
Järlåsa har en deltidsbrandstation, en restaurang, ett café med levande musik, en stor fotbollsplan, bibliotek, förskola samt skola (läsår 1–6), ungdomsgård, bensinstation och en närbutik.
Dalabanan går genom Järlåsa och i orten fanns tidigare en järnvägsstation, persontågstrafiken upphörde 1966,sedan 1971 används den enbart som mötesstation. Stationshuset revs 1998. Sedan Upptåget började trafikera Dalabanan finns dock planer på att få tågen att återigen stanna i Järlåsa.
Pucko tillverkades på sterilgräddefabriken i Järlåsa från lanseringen 1954 fram till 1987.

## Befolkningsutveckling
| Befolkningsutvecklingen i Järlåsa 1950–2020 | Befolkningsutvecklingen i Järlåsa 1950–2020 | Befolkningsutvecklingen i Järlåsa 1950–2020 | Befolkningsutvecklingen i Järlåsa 1950–2020 | Befolkningsutvecklingen i Järlåsa 1950–2020 |
| ------------------------------------------- | ------------------------------------------- | ------------------------------------------- | ------------------------------------------- | ------------------------------------------- |
|                                             |                                             |                                             |                                             |                                             |
| År                                          |                                             |                                             | Folkmängd                                   | Areal (ha)                                  |
| 1950                                        | 1950                                        |                                             | 233                                         |                                             |
| 1960                                        | 1960                                        |                                             | 260                                         |                                             |
| 1965                                        | 1965                                        |                                             | 256                                         |                                             |
| 1970                                        | 1970                                        |                                             | 331                                         |                                             |
| 1975                                        | 1975                                        |                                             | 362                                         |                                             |
| 1980                                        | 1980                                        |                                             | 377                                         |                                             |
| 1990                                        | 1990                                        |                                             | 411                                         | 59                                          |
| 1995                                        | 1995                                        |                                             | 440                                         | 61                                          |
| 2000                                        | 2000                                        |                                             | 436                                         | 57                                          |
| 2005                                        | 2005                                        |                                             | 451                                         | 57                                          |
| 2010                                        | 2010                                        |                                             | 493                                         | 57                                          |
| 2015                                        | 2015                                        |                                             | 515                                         | 76                                          |
| 2020                                        | 2020                                        |                                             | 597                                         | 80                                          |
|                                             |                                             |                                             |                                             |                                             |